# Gare de La Bouteille
Gare de La Bouteille vasútállomás Franciaországban, La Bouteille településen.

## Vasútvonalak
Az állomást az alábbi vasútvonalak érintik:
- La Plain-Hirson-vasútvonal

## Kapcsolódó állomások
A vasútállomáshoz az alábbi állomások vannak a legközelebb:
- Gare de Vervins
- Gare d’Origny-en-Thiérache